# Jan Křtitel Drbohlav
Jan Křtitel Drbohlav, psáno též Joann. Drbohlaw (28. března 1811 Rovensko – 24. června 1877 Litoměřice) byl český římskokatolický duchovní, hudební skladatel, překladatel, pedagog, básník, teolog, historik, konzistorní kancléř a sídelní kanovník Katedrální kapituly u sv. Štěpána v Litoměřicích v letech 1862 až 1877.

## Život
Pocházel z obce Týn (dnes část Rovenska pod Troskami). Na kněze byl vysvěcen v roce 1834. Působil jako farář v Hrubém Jeseníku od roku 1847. Dále se stal okrskovým vikářem Nymburského okresu, osobním děkanem, konzistorním kancléřem, a od roku 1862 kanovníkem katedrální kapituly v Litoměřicích. K jeho činnostem patřila pedagogická práce - stal se školdozorcem (školním inspektorem) a poradcem pedagogům v českých školách.
Kromě jeho církevní služby byl sběratelem duchovních zpěvů, historikem a překladatelem náboženské literatury z němčiny. Své poznatky, vlastní díla i sebraná díla publikoval v různých sbírkách písní a zpěvnících.
Jeho církevní zpěvy se pak objevily v Kancionálu (společný zpěvník českých a moravských diecézí) pod čísly písní: 072 (Lide můj, slyš nářek Pána svého, z roku 1855), 302 (Dokonáno jest, z roku 1841) a 515 (Jako dítky k Otci svému, z roku 1855). Texty byly psány v českém jazyce, přestože v době, kdy vznikly, žilo na Litoměřicku převážně obyvatelstvo německé národnosti.